# Croix du combattant volontaire

## Croix du combattant volontaire(1914-1918)
Su richiesta delle associazioni di veterani il 20 giugno 1920 il governo repubblicano francese, risultato vittorioso al termine della prima guerra mondiale. Essa consisteva in origine in una semplice clip con l'indicazione di "volontario". Dopo un procedimento lungo, 17 anni dopo la guerra, la croce del combattente volontario venne creata con la legge del 4 luglio 1935, seguita da un decreto di attuazione del 28 novembre successivo.
La medaglia consisteva in una croce di bronzo avente al centro la testa di un soldato francese rivolta verso sinistra con in testa l'elemetto e circondato dall'iscrizione "REPUBLIQUE FRANCAISE". Le braccia erano attraversate da una spada con uno sfondo a rami d'alloro. Sul retro si trovava la scritta "COMBATTANT VOLONTAIRE 1914-1918". Il nastro era verde con una striscia rossa in centro e una gialla per parte.
Tradizionalmente essa è equiparata per onore alla Legion d'onore, alla Médaille militaire, e all'Ordine nazionale al merito.

## Croix du combattant volontaire(1939-1945)
Questa decorazione è equivalente a quella concessa ai combattenti francesi volontari nella prima guerra mondiale, ma venne concessa in occasione della vittoria della seconda guerra mondiale. Su richiesta dell'organizzazione veterani, lo stato con la legge del 4 febbraio 1953 stabilì la fondazione dell'ordine che venne accompagnata dal decreto di applicazione datato al 19 novembre 1955.
La medaglia consisteva in una croce di bronzo avente al centro la testa di un soldato francese rivolta verso sinistra con in testa l'elemetto e circondato dall'iscrizione "REPUBLIQUE FRANCAISE". Le braccia erano attraversate da una spada con uno sfondo a rami d'alloro. Sul retro si trovava la scritta "COMBATTANT VOLONTAIRE 1939-1945". Il nastro era rosso con una striscia verde mediana e due strisce gialle laterali.

## Croix du combattant volontaire de la Résistance
Questa croce è stata creata nel 1954 ed è stata concessa a tutti i volontari combattenti della Resistenza in Francia sulla base dei seguenti criteri:
- I titolari della "Carta-Resistant" espulsi o internati, che fossero stati perseguiti a causa del loro impegno nella resistenza.
- Quelli uccisi o feriti in un atto di resistenza.
- Le persone che avessero militato per almeno 90 giorni entro le schiere delle Forces Françaises Combattantes (FFC) o Forces Françaises de l'Intérieur (FFI) o Résistance Intérieure Française (RFI).
- Le persone che hanno fatto parte, per 90 giorni prima del 6 giugno 1944 di una delle organizzazioni partigiane francesi operanti in una zona occupata dal nemico
- I membri dell'esercito della Francia libera che avessero servito per almeno tre mesi in una unità di combattimento

La medaglia consisteva in una croce di bronzo avente al centro la Croce di Lorena. Le braccia erano attraversate da una spada con uno sfondo a rami d'alloro. Sul retro si trovava la scritta "COMBATTANT VOLONTAIRE DE LA RESISTANCE". Il nastro era nero con strisce verdi ed una striscia rossa ai lati.